# Jilläbe Giengeljaure
Jilläbe Giengeljaure är en sjö i Sorsele kommun i Lappland och ingår i Umeälvens huvudavrinningsområde. Sjön har en area på 0,183 kvadratkilometer och ligger 760,3 meter över havet. Jilläbe Giengeljaure ligger i Vindelfjällen Natura 2000-område.

## Delavrinningsområde
Jilläbe Giengeljaure ingår i det delavrinningsområde (730534-150502) som SMHI kallar för Mynnar i Falajaure. Medelhöjden är 822 meter över havet och ytan är 26,99 kvadratkilometer. Det finns inga avrinningsområden uppströms utan avrinningsområdet är högsta punkten. Vuoiramjukke som avvattnar avrinningsområdet har biflödesordning 3, vilket innebär att vattnet flödar genom totalt 3 vattendrag innan det når havet efter 371 kilometer. Avrinningsområdet består mestadels av skog (33 procent) och kalfjäll (58 procent). Avrinningsområdet har 1,17 kvadratkilometer vattenytor vilket ger det en sjöprocent på 4,3 procent.